# إميزو (توياما)
مدينة إميزو (بالإنجليزية: Imizu)‏ هي أحد المدن التابعة لمحافظة توياما. تأسست رسميًا في 01/11/2005. ويقدر عدد سكانها بـ 94691 نسمة حسب تقدير مكتب الإحصاء الياباني لعام 2012. تبلغ مساحة إميزو 109.18 كم2. بكثافة سكانية تبلغ 867 نسمة/كم2.